# سباق الدراجات النارية

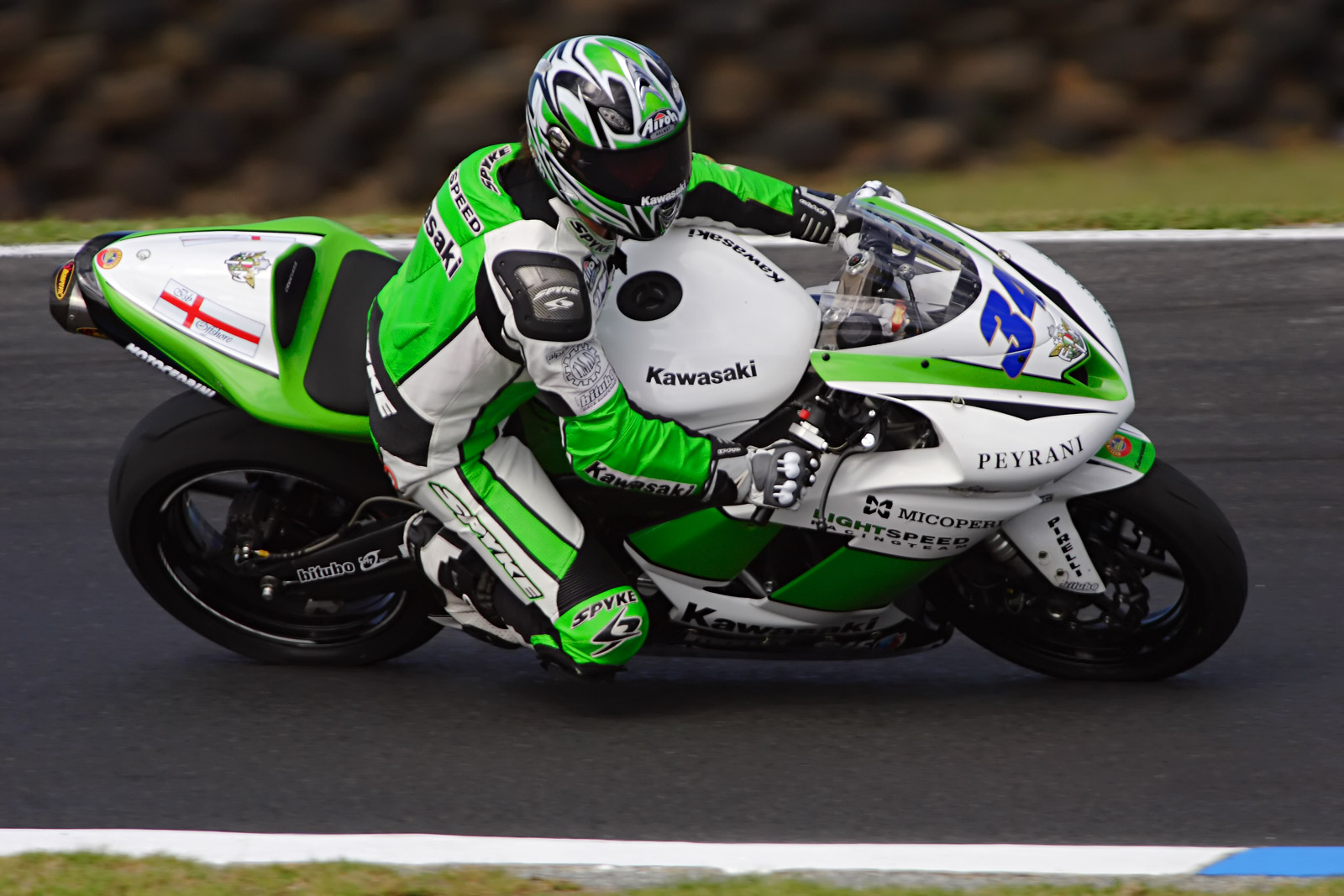
دراجة رياضية خارقة في جزيرة فيليب.

تعتبر رياضة الدراجات النارية مجالًا واسعًا يشمل جميعَ الجوانب الرياضية للدراجات النارية. التخصصات ليست كل السباقات أو أحداث السرعة المحددة بوقت إذ تَختبرٌ العديد من التخصصات مهارات الركوب المختلفة للمنافس.

## سباق الدراجات النارية
سباق الدراجات النارية هو رياضة دراجات نارية تشمل سباقات الدراجات النارية. يمكن تقسيم سباقات الدراجات النارية إلى فئتين القائمة على الطرق المعبدة والطرق الوعرة.

## سباقات المضمار
سباقات المضمار هي رياضة الدراجات النارية التي تتسابق فيها الفرق أو الأفراد مع خصومهم حول مسار بيضاوي. هناك متغيرات مختلفة يتسابق فيها كل متسابق على نوع سطح مختلف.

## الرالي
الرالي أو رالي الطريق هو حدث ملاحي على الطرق العامة، يجب على المتسابقين فيه زيارة عدد من نقاط التفتيش في مواقع جغرافية متنوعة مع الاستمرار في الامتثال لقوانين المرور على الطرق (يجب عدم الخلط بينه وبين مسيرات السيارات مثل بطولة العالم للراليات).

## سبيدواي
سبيدواي هي رياضة دراجات نارية فيها ترس واحد وبدون مكابح.

## رياضات أخرى للدراجات النارية

### سرعة الأرض
سرعة الأرض هي المكان الذي يتسارع فيه متسابق واحد أكثر من 1 إلى 3 ميل (4.8 كـم) مسار طويل مستقيم (عادة على قيعان بحيرة جافة) ويتم توقيته للسرعة القصوى من خلال أداة توقيت في نهاية المدى. يجب أن يتجاوز الراكب الرقم القياسي السابق للسرعة القصوى لتلك الفئة أو نوع الدراجة حتى يتم وضع اسمه في دفاتر الأرقام القياسية.

### إندورو
إندورو ليس سباقًا تمامًا لأن الهدف الرئيسي هو اجتياز سلسلة من نقاط التفتيش والوصول بالضبط «في الوقت المحدد» وفقًا لوقت البداية والوقت الذي من المفترض أن يستغرقه الوصول إلى كل نقطة تفتيش. عادة ما يتم تشغيل الدورات التدريبية على تضاريس غابات كثيفة، وفي بعض الأحيان مع وجود عوائق كبيرة مثل جذوع الأشجار والخنادق والانهيارات المفاجئة.

### سباقات الدراجات الحرة

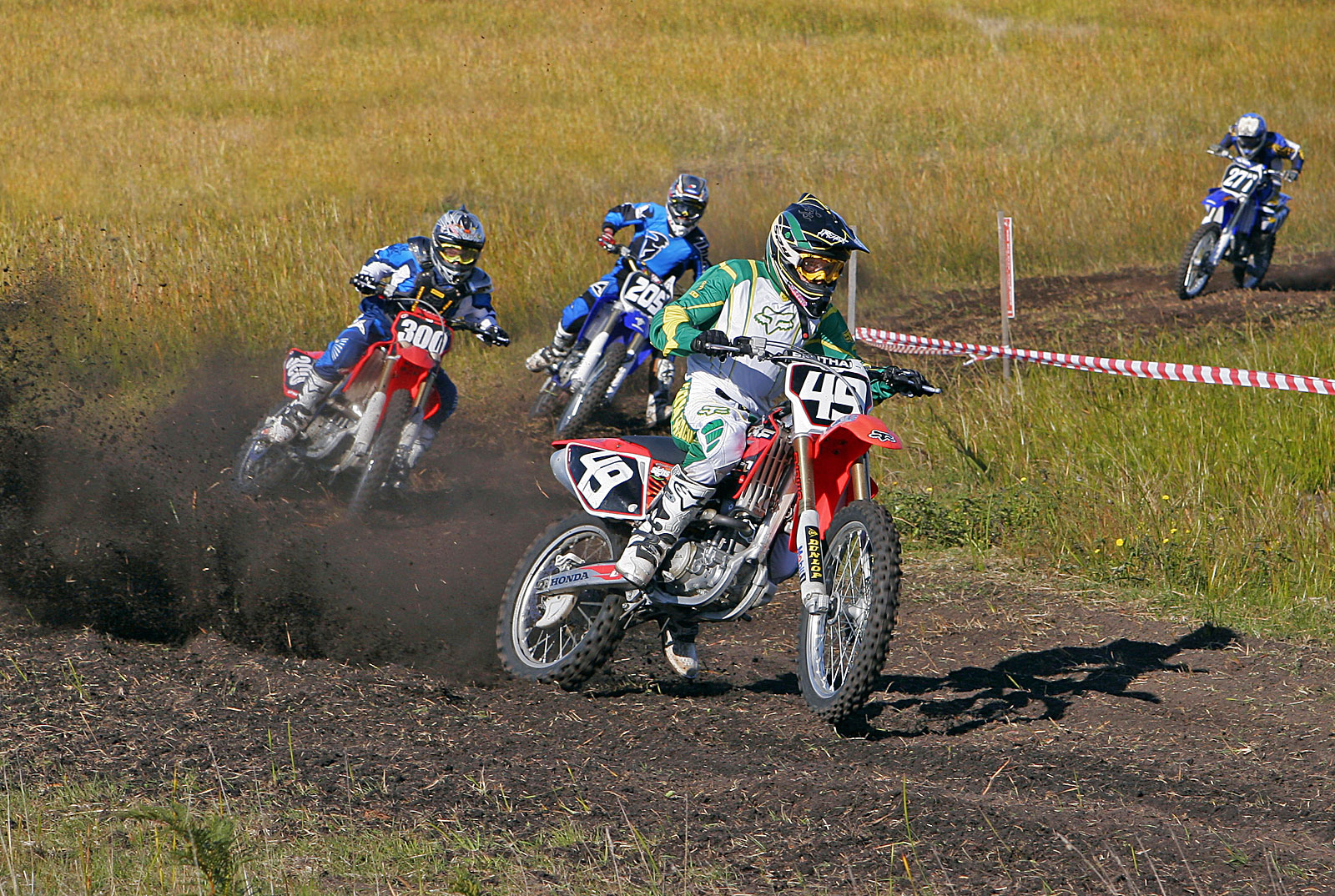
سباق موتوكروس

هي منافسة تعتمد على نقاط القدرة البهلوانية على دراجة MX فوق القفزات. تطور هذا النشاط من موتوكروس (Motocross) وهو شكل شائع من السباقات على مستويي الهواة والمحترفين.

### التجارب

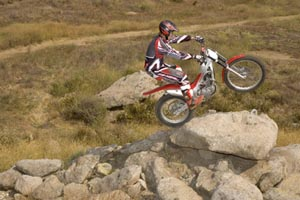
تجري التجارب عادة على أرض صخرية

تُعرف في الولايات المتحدة باسم التجارب المرصودة، وهي ليست سباقات ولكنها رياضة مع ذلك. التجارب عبارة عن اختبار للمهارة على دراجة نارية حيث يحاول السابق اجتياز قسم مرصود دون وضع قدم على الأرض (وتقليديًا وإن لم يكن دائمًا دون التوقف عن الحركة للأمام). الفائز هو المتسابق صاحب أقل نقاط جزاء.

#### الوقت والمراقبة
تجارب الوقت والمراقبة هي تجارب ذات حد زمني. الشخص الذي يكمل المسار بأسرع ما يمكن يحدد «الوقت القياسي» ويجب على جميع المنافسين الآخرين الانتهاء في غضون فترة زمنية معينة من الوقت القياسي ليتم احتسابهم كمنهي (حصلوا على نقاط جزاء لكل دقيقة بعد أسرع هدف). يتم دمج هذا مع نقاط الجزاء المستحقة من الأقسام التي تمت ملاحظتها للوصول إلى الفائز، والذي لا يكون دائمًا أسرع متسابق أو الفارس الذي فقد العلامات الأقل في الملاحظة ولكن المتسابق الذي وازن بين هذه المنافسين يطلب الأفضل. واحدة من أشهر تجارب الوقت والمراقبة هي تجربة «سكوت» التي تُعقد سنويًا في شمال يوركشاير.

#### تجارب داخلية
تُجرى التجارب الداخلية في الملاعب (وليس بالضرورة بسقف) والتي بطبيعتها تستخدم أقسامًا اصطناعية من صنع الإنسان على عكس التجارب التي تجري في الهواء الطلق والتي تعتمد بشكل كبير على التضاريس الطبيعية.

#### تجارب المسافات الطويلة
تعد تجارب المسافات الطويلة (غالبًا ما يتم اختصارها إلى "LDT") في المملكة المتحدة أحداثًا للدراجات النارية المسجلة على الطرق. يتم رسم مسار من 80 إلى 120 ميلًا من قبل المنظم مع أخذ الطرق والممرات والطرق الجانبية المفتوحة لجميع حركة المرور (المعروفة باسم القوارب). الحدث ليس سباقًا ويجب على الدراجين متابعة الدورة باستخدام دفتر الطريق الذي تم تجميعه بواسطة المنظم.

### دراجة نارية Gymkhana
على غرار سيارة أوتوكروس، تعد دراجات (Gymkhana) عبارة عن أقماع رياضية دائرية تجريبية للدراجات النارية على منطقة مرصوفة. الفائز هو المنافس الذي أنهى الدورة في أقصر وقت. يتم فرض عقوبات زمنية عن طريق وضع القدم لأسفل أو ضرب مخروط أو الخروج من المنطقة المحددة.

### موتوبال (دراجة بولو نارية)
على غرار كرة القدم، لكن جميع اللاعبين (باستثناء حراس المرمى) يركبون دراجات نارية، والكرة أكبر بكثير. بدأت موتوبال لأول مرة كرياضة منظمة رسميًا في منتصف الثلاثينيات. في فرنسا توجد مسابقات موتوبول منظمة، وتم إدراج الرياضة في دورة ألعاب النوايا الحسنة الافتتاحية.

### تسلق التل
في الولايات المتحدة عادةً ما تُعقد المسابقات في دورات على الطرق الوعرة إذ يحاول أحد المتنافسين في كل مرة ركوب تلة شديدة الانحدار (غالبًا 45 درجة أو أكثر). في بعض الحالات يكمل عدد قليل من الدرّاجين الدورة التدريبية ويتم الحكم على النتائج بناءً على المسافة التي تمكنوا من تحقيقها. من بين الذين يكملون الدورة يفوز المتسابق للوصول إلى القمة بأقصر وقت. كانت الدرّاجة النارية المفضلة في العقود الأولى هي طراز هارلي-ديفيدسون مقاس 45 بوصة مكعبة نظرًا لعزم الدوران العالي عند عدد دورات منخفضة في الدقيقة، على غرار محركات المزرعة. لسنوات أقيمت المسابقات الوطنية في ماونت غارفيلد بالقرب من مسكيغون في ميشيغان.
في بلدان أخرى ولا سيما المملكة المتحدة تتم عمليات الإكمال في الغالب في دورات على الطرق المعبدة، وفي بعض الأحيان على الطرق العامة المغلقة، حيث تكون الآلات المستخدمة للمنافسة مماثلة لتلك المستخدمة في تخصصات الطرق الأخرى.